# Hijo predilecto de la provincia de Cádiz

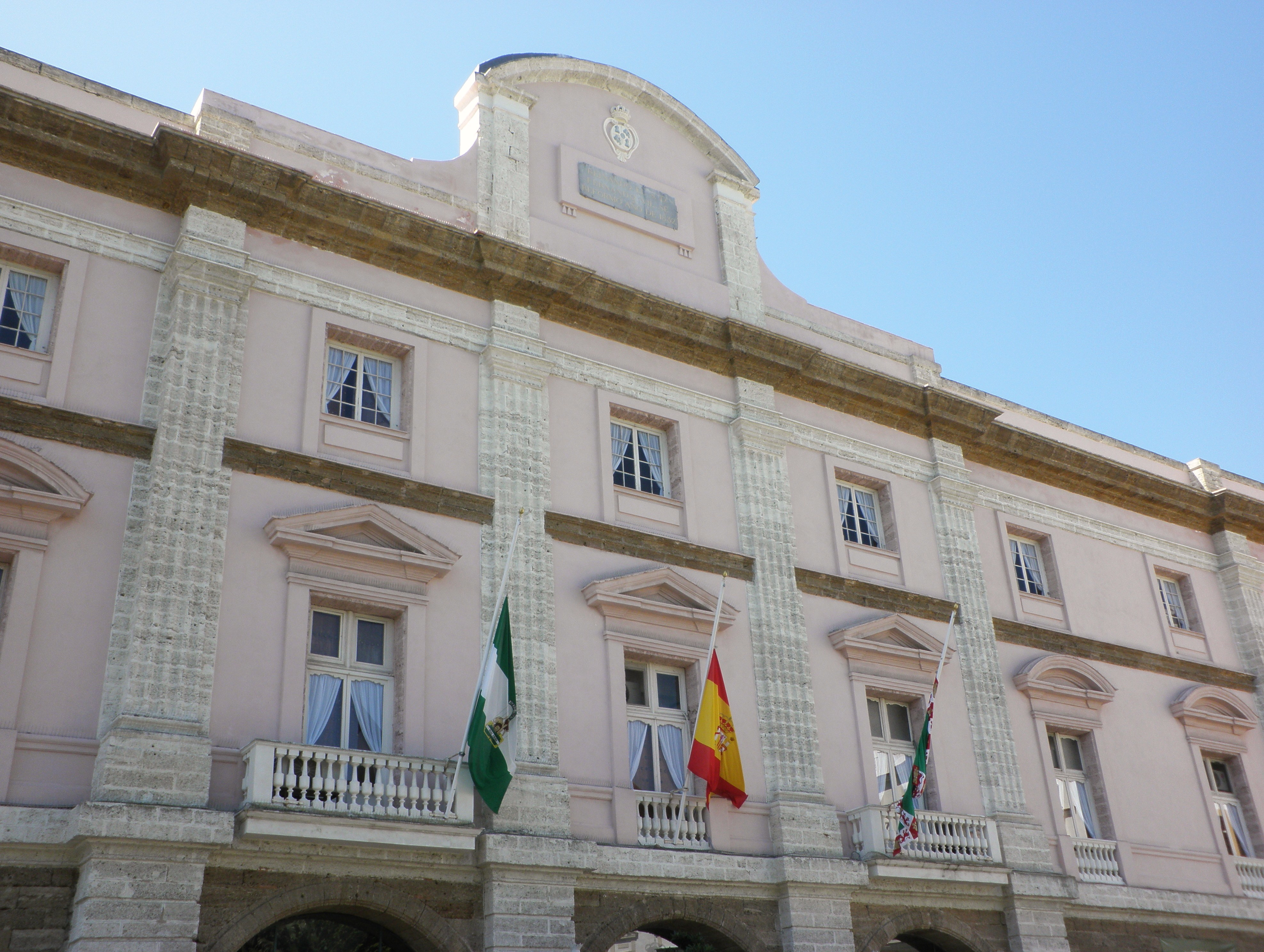
Diputación de Cádiz

Hijo Predilecto de la provincia de Cádiz es un título honorífico por el que se reconocen los méritos excepcionales o la distinción de quienes por su trabajo o actuaciones, científicas, sociales o políticas, que hayan redundado en beneficio de Andalucía, se considere que sean acreedores de este premio, concedido por la Diputación Provincial de Cádiz.

## Normativa
Los galardones se aprueban anualmente por el Pleno de la Diputación de Cádiz y se entregan el 19 de marzo, Día de la Provincia de Cádiz